# Podothecus
Podothecus — рід скорпеноподібних риб родини Агонові (Agonidae). Представники роду поширені на півночі Тихого океану.

## Види
Рід містить 5 видів:
- Podothecus accipenserinus (Tilesius, 1813) (Sturgeon poacher)
- Podothecus hamlini D. S. Jordan & C. H. Gilbert, 1898
- Podothecus sachi (D. S. Jordan & Snyder, 1901)
- Podothecus sturioides (Guichenot, 1869)
- Podothecus veternus D. S. Jordan & Starks, 1895